# Montsérié
Montsérié é uma comuna francesa na região administrativa de Occitânia, no departamento dos Altos Pirenéus. Estende-se por uma área de 2,25 km². Em 2010 a comuna tinha 81 habitantes (densidade: 36 hab./km²).